# Pic dels Set Homes
El Pic dels Set Homes, de vegades escrit de Sethomes, és un cim d'una altitud de 2.661 m del massís de Canigó, situat en el límit dels termes comunals de Prats de Molló i la Presta, de la comarca del Vallespir, i de Castell de Vernet, de la del Conflent.
És situat a l'extrem nord del terme de Prats de Molló i la Presta i al sud del de Castell de Vernet. És a prop del cim del Canigó, a la Serra dels Set Homes, al sud-oest del Puig Rojà.
És un dels destins preferits, dins del massís del Canigó, de les rutes senderistes des de diferents llocs del Conflent i del Vallespir.